# Neoamerioppia longiclava
Neoamerioppia longiclava är en kvalsterart som först beskrevs av Hammer 1962.  Neoamerioppia longiclava ingår i släktet Neoamerioppia och familjen Oppiidae.

## Underarter
Arten delas in i följande underarter:
- N. l. longiclava
- N. l. microseta